# Rocha
Pour les articles homonymes, voir Rocha (homonymie).
Le département de Rocha est un département de l'Uruguay situé dans le sud-est du pays.

## Géographie
Le département possède 170 km de côtes sur l'océan Atlantique et environ 50 km de littoral sur la Laguna Merín qui le baigne au nord est, en le séparant du Brésil. Il est, entre autres, entouré par le Brésil à l'est (entre l'océan Atlantique et la lagune Merín) le département de Treinta y Tres au nord et ceux de Lavalleja et de Maldonado à l'ouest.
La géographie est assez hétérogène, il y a en effet des plaines alluviales étendues de nombreuses lagunes dans l'est et le long de la côte. Alors que dans le centre et le nord du pays, il y a de nombreuses chaînes de collines comme les Chuchillas de San Miguel ou de Bella Vista, mais aussi la Sierra India Muerta. La côte présente donc parfois de vastes plages de ravins très érodés et avec des pointes proéminentes comme aux extrémités de Santa María ou de Polonio.
Les différents cours d'eau suivent ces reliefs et se jettent soit dans la Lagune Merín comme le río San Luis ou le arroyo India Muerta qui sont les plus longs du pays, soit dans les petites lagunes le long de la côte comme le arroyo Rocha qui se jette dans la laguna Rocha.

## Histoire
Avant l'arrivée des Espagnols, des tribus indigènes peuplaient le territoire. Avec l'arrivée des colonisateurs, les bovins commencèrent à être élevés pour le cuir. Ce qui attira les contrebandiers et autres pirates dont Luis de Rocha qui donna son nom au département.
Par la suite, pendant les guerres hispano-portugaises, la région a souvent été au cœur des batailles, en témoignent les forts de San Miguel et de Santa Teresa respectivement construit par les portugais en 1737 et en 1752 mais le second fut capturé en 1763 par les espagnols. À partir de 1811, la forteresse passa de nombreuses fois entre les mains des rebelles, des espagnols et des portugais, elle était en effet un point stratégique car centrale pour les trois parties. La bataille d'India Muerta eut d'ailleurs lieu le 19 novembre 1816 et fut remporté par les portugais. Et finalement en 1825, elle fut définitivement conquise par les indépendantistes comme le reste du pays.
Le département de Rocha a été créé le 7 juillet 1880. Avant cette date il était inclus dans le département de Maldonado, qui comprenait ceux qui sont aujourd'hui Maldonado, Lavalleja et Rocha.

## Population

### Villes les plus peuplées

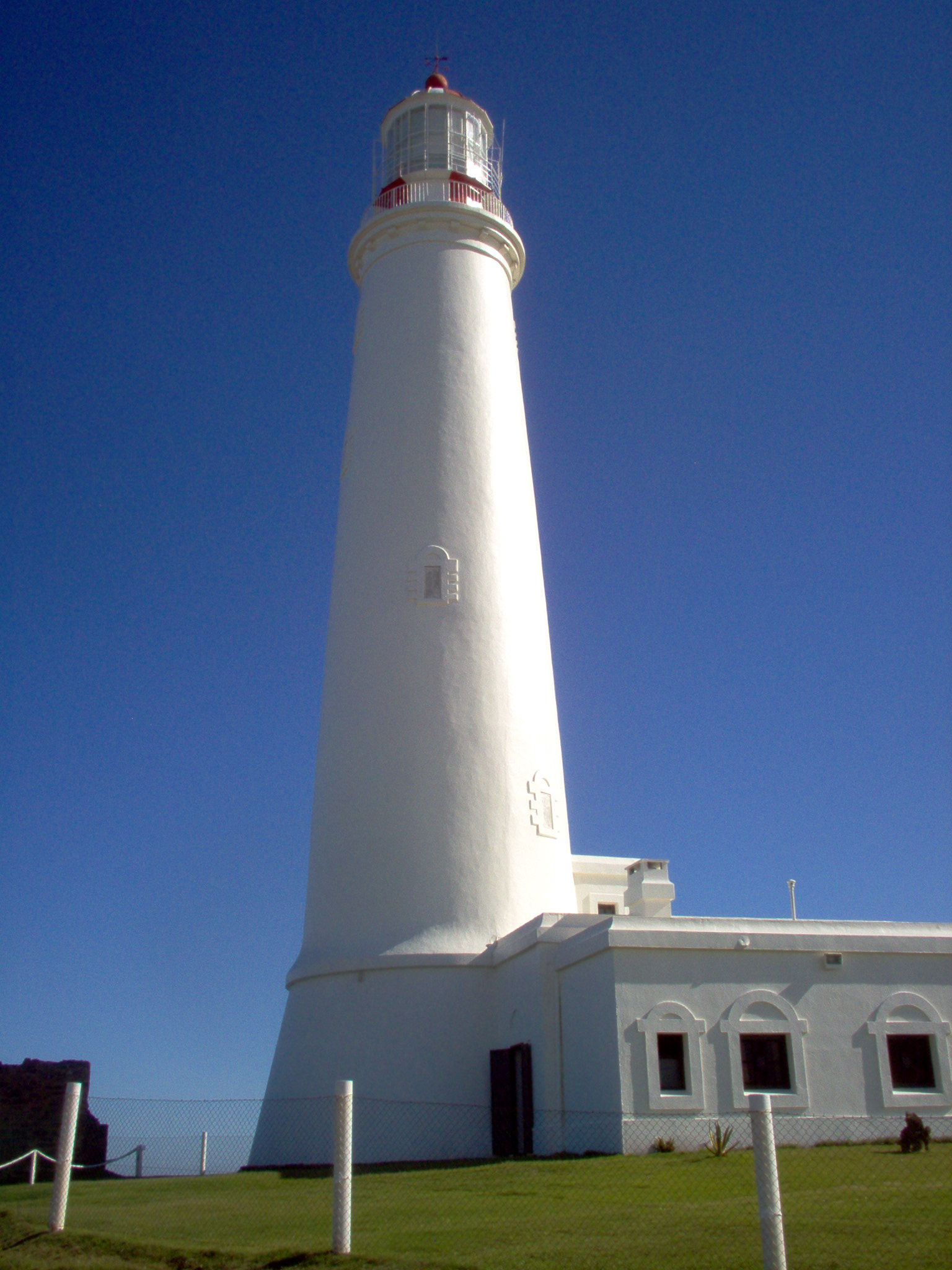
Phare de La Paloma.

Selon le recensement de 2004.
| Ville                  | Population |
| ---------------------- | ---------- |
| Rocha                  | 25 538     |
| Chuy                   | 10 401     |
| Castillos              | 7 649      |
| Lascano                | 6 994      |
| La Paloma              | 3 202      |
| Cebollatí              | 1 606      |
| Dieciocho de Julio     | 1 191      |
| La Aguada y Costa Azul | 1 103      |
| Velázquez              | 1 084      |

### Autres villes

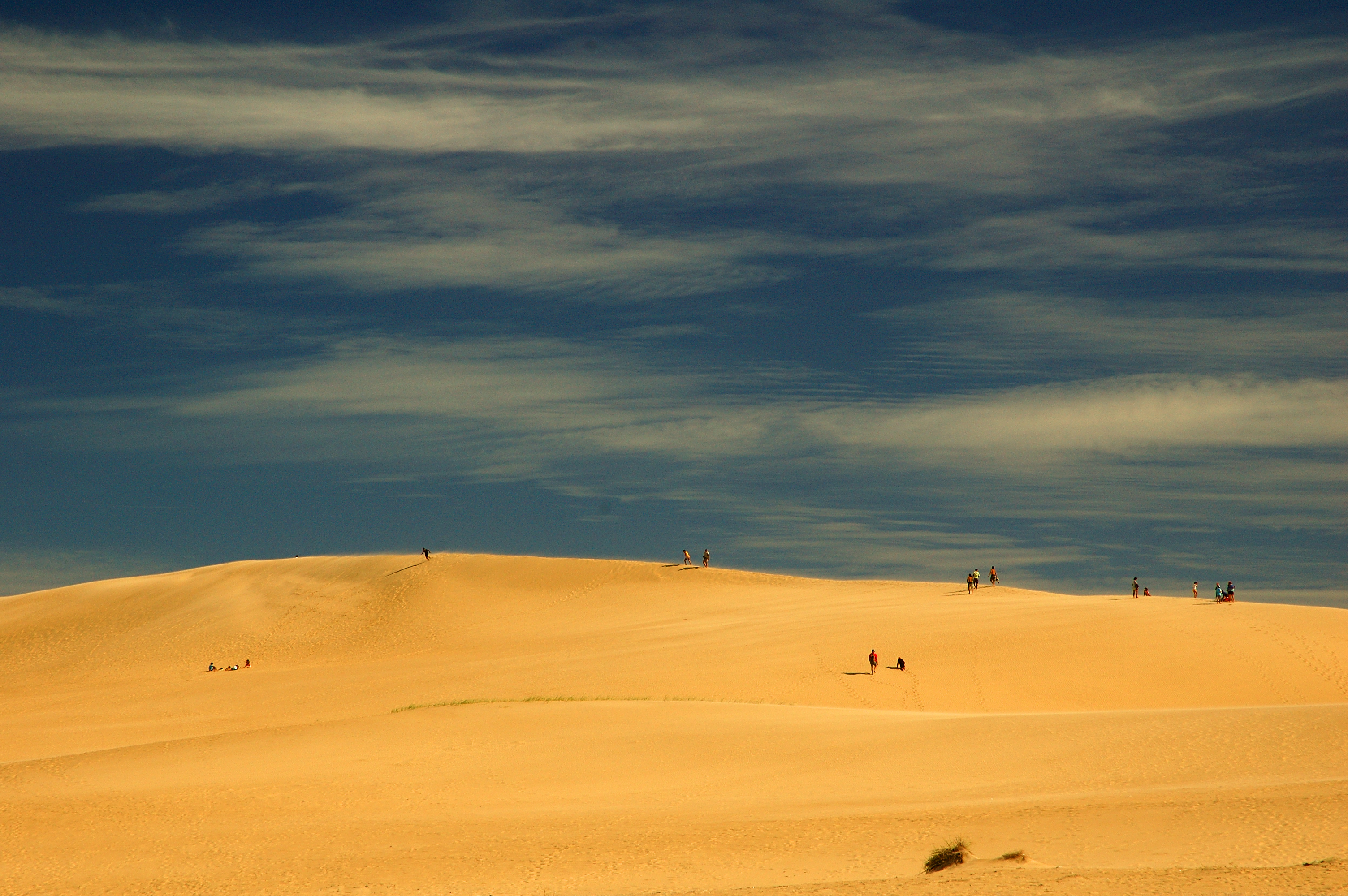
Dunes de Valizas.

| Ville                      | Population |
| -------------------------- | ---------- |
| San Luis al Medio          | 702        |
| Capacho                    | 550        |
| La Coronilla               | 541        |
| Puimayen                   | 503        |
| Aguas Dulces               | 409        |
| Punta del Diablo           | 389        |
| Barra del Chuy             | 367        |
| Barra de Valizas           | 356        |
| Diecinueve de Abril        | 239        |
| La Pedrera                 | 165        |
| La Esmeralda               | 46         |
| La Riviera                 | 37         |
| Parallé                    | 35         |
| Punta Rubia y Santa Isabel | 30         |
| San Antonio                | 6          |

## Économie
L'économie du département est très diversifiée, 23,4 % de la population active travaille dans le secteur primaire, 18,8 % dans le secteur secondaire et 57,8 % dans le secteur tertiaire.
La Rocha produit de la viande, de la laine, du soja, du riz, des légumes, du bois, des produits de la mer, et a un grand potentiel touristique. L'industrie y est très peu développée parce que le département est considéré comme étant une réserve naturelle mondiale, en effet la richesse biologique y est extrêmement importante.
Le tourisme étant la principale source de revenus, il est logique qu'il y ait 200 km de plage le long du littoral départemental, en plus de ce tourisme estival, il y a le tourisme culturel qui est très important, en effet l'histoire tumultueuse de la région fait qu'il y a de nombreuses forteresses à visiter...